# Kohei Hiramatsu
Kohei Hiramatsu (født 19. april 1980) er en tidligere japansk fodboldspiller.
Han har spillet for flere forskellige klubber i sin karriere, herunder Shimizu S-Pulse.